# SAP Cloud Platform
SAP Cloud Platform war ein Platform-as-a-Service (PaaS) Angebot der SAP, welches Dienste für die Entwicklung, Integration und den anschließenden Betrieb von Cloud-Anwendungen und kundenindividueller Erweiterungen von Cloud- und On-Premises-Landschaften zur Verfügung stellte. Anfang 2021 wurde der Marken- und Produktname eingestellt und die entsprechenden Services werden seitdem im Rahmen der SAP Business Technology Platform zur Verfügung gestellt.

## Geschichte
SAP Cloud Platform wurde initial auf der Entwicklerkonferenz SAP TechEd 2012 mit dem Namen SAP NetWeaver Cloud als Teil des SAP HANA Cloud Portfolios am 16. Oktober 2012 vorgestellt. Am 13. Mai 2013 wurde die Cloud Platform dann mit dem neuen Namen SAP HANA Cloud Platform als zentrale Basis für alle Cloud-Lösungen von SAP überarbeitet.
Am 27. Februar 2017 wurde SAP HANA Cloud Platform mit neuen Erweiterungen und zusätzlichen Funktionen auf dem Mobile World Congress mit dem geänderten Namen SAP Cloud Platform vorgestellt. Anfang 2021 löschte SAP den Marken- und Produktnamen SAP Cloud Platform. Die technischen Möglichkeiten und Funktionen bleiben über die SAP Business Technology Platform (SAP BTP) erhalten.

## Überblick
SAP Cloud Platform stellte auf der einen Seite mehrere „offene“ Technologien, wie z. B. Java, serverseitiges JavaScript oder HTML5 bereit. Auf der anderen Seite knüpfte die offene Lösung an die In-Memory-Datenbank-Plattform SAP HANA an, wodurch Unternehmen eine Vielzahl von Datenbank- und Anwendungsservices sowie mobile Dienste in der Cloud zur Verfügung gestellt wurden. Das PaaS-Angebot bot eine Entwicklungsplattform und Laufzeitumgebung für kundenindividuelle Erweiterungen der Cloud- und On-Premises-Landschaften. Neue und bestehende Lösungen ließen sich darüber integrieren, unabhängig davon, ob es sich um SAP- oder Non-SAP-Produkte handelte.
Zur Unterstützung von offenen Systemen und Open-Source-Software in der Cloud veröffentlichte SAP die Betaversion von SAP Cloud Platform, die Starter-Edition für Cloud-Foundry-Services. Die Betaversion unterstützte verschiedene Cloud-Foundry-Buildpacks und Services, darunter Java, Node.js, HTML5, MongoDB, Redis, PostgreSQL und RabbitMQ. Die über das SAP Cloud Platform-Cockpit verfügbar gemachten Services halfen Entwicklern neue und innovative Anwendungen auf Basis von Cloud Foundry zu erstellen, die auf der SAP Cloud Platform ausgeführt wurden.
Im Februar 2017 gaben Apple und SAP eine Partnerschaft bekannt. SAP und Apple planten die Entwicklung eines neuen iOS Software Development Kit (SDK) auf Basis der SAP Cloud Platform, welches ermöglichte, dass Anwender effizient eigene native iOS-Apps für iPhone und iPad auf Basis der SAP Cloud Platform erstellten.

## Fähigkeiten
SAP Cloud Platform stellte eine große Anzahl von Diensten zur Verfügung, welche für einen besseren Überblick mehreren Kategorien zugeordnet wurden:
- Collaboration (Für die gemeinsame Nutzung von Inhalten und sicheren Zugriff)
  - SAP JAM
  - SAP Cloud Platform, gamification service
  - SAP Document Center
- User Experience (Für die Lieferung von personalisierten, schnellen und einfachen Benutzererfahrungen)
  - SAP Cloud Platform Build
  - SAP Fiori Cloud
  - SAP Cloud Platform Portal
  - SAP Cloud Platform Forms by Adobe
- Integration (Um Cloud- und On-Premises-Anwendungen sicher zu integrieren)
  - SAP Cloud Platform Integration (CPI)
  - SAP Cloud Platform Remote Data Sync
  - SAP Agile Data Preparation
  - SAP Cloud Platform OData Provisioning
  - SAP Cloud Platform API Management
  - SAP Cloud Platform Connector
  - SAP Cloud Platform Smart Data Integration
  - SAP Cloud Platform Enterprise Messaging (Beta)
- Analytics (Um eingebettete Analytik zu integrieren und Echtzeiteinblicke zu gewinnen)
  - SAP Cloud Platform Predictive Services
  - SAP Cloud Platform Streaming Analytics
  - SAP HANA for Advanced Analytics
  - SAP BusinessObjects Cloud
- Internet of Things (Für schnelles Entwickeln, Bereitstellen und Verwalten von Echtzeit-IoT-Anwendungen)[15]
  - SAP Cloud Platform Internet of Things
- Security (Um die Benutzerzugriffs- und Sicherheitsdienste sorgfältig zu verwalten und zu überwachen)
  - Cloud App Security with SAP Cloud Platform
  - SAP Cloud Platform Identity Authentication
  - SAP Cloud Platform Identity Provisioning
- Mobile (Für die Bereitstellung von Enterprise-Grade native und hybride mobile Apps)
  - Mobile Service for development and operations
  - Mobile Service for app and device management
  - Mobile Service for app protection
  - Mobile Service for SAP Fiori[16]
  - SAP Cloud Platform SDK for iOS
- Business Services (Für die Nutzung von Business-Diensten von SAP und Partnern)
  - SAP HANA spatial services[17]
  - SAP Business Services for YaaS
  - SAP Localization Hub, tax service
- Runtimes & Containers (Für die Nutzung von verschiedenen Laufzeiten und Programmiermodellen)
  - Java
  - XSJS (SAP HANA extended application services, classic model JavaScript)
  - HTML
  - Cloud Foundry Services
  - SAP Cloud Platform Virtual Machine
- Data & Storage (Für die Speicherung aller relevanten Daten)
  - SAP Cloud Platform Big Data Services
  - SAP Cloud Platform SAP HANA service
  - SAP Cloud Platform ASE service
  - SAP Cloud Platform Document service
- DevOps (Für die Erhöhung der Produktivität von Entwicklern durch Vereinfachung von Entwicklung und Operationen)
  - SAP Cloud Platform Web IDE[18]
  - SAP Monitoring Service
  - SAP Translation Hub

## Vorteile
Über das SAP App Center standen mehr als 1.000 Apps von SAP und Partnern bereit, welche auf SAP Cloud Platform basierten. Diese konnten von Kunden und für passende Anwendungsszenarien eingesetzt werden, ohne dass selbst Entwicklungsaufwand betrieben werden musste.
SAP Cloud Platform bot für Entwickler ein kostenloses Konto, damit sie die Entwicklung von HTML-Apps und Java-Anwendungen testen, sowie die weiteren Möglichkeiten des PaaS-Angebots kennenlernen konnten.